# Francesco Pernigo
Francesco Pernigo (10. červen 1918 Verona, Italské království – prosinec 1985) byl italský fotbalový útočník. Stal se společně s Rivou, Bettegou, Orlandem, Sívorim a Biagim, který skóroval v reprezentačním dresu čtyři branky v jednom utkání.
První zápasy v nejvyšší lize odehrál za Benátky v roce 1939. Zde vyhrál svou jedinou trofej v kariéře a to domácí pohár 1940/41. Zde zůstal do roku 1947 když přestoupil do Modeny. Kariéru zakončil v roce 1951 ve Veroně. Stále je nejlepším střelcem v nejvyšší soutěži Benátek i Modeny.
Za reprezentaci odehrál 2 zápasy na OH 1948. Při prvním utkání proti USA (9:0) vstřelil 4 branky. Celkem na turnaji vstřelil pět branek.

## Hráčská statistika
| Sezóna  | Klub       | Liga      | Liga   | Liga | Ligové poháry | Ligové poháry | Ligové poháry | Kontinentální poháry | Kontinentální poháry | Kontinentální poháry | Celkem | Celkem |
| Sezóna  | Klub       | Soutěž    | Zápasy | Góly | Soutěž        | Zápasy        | Góly          | Soutěž               | Zápasy               | Góly                 | Zápasy | Góly   |
| ------- | ---------- | --------- | ------ | ---- | ------------- | ------------- | ------------- | -------------------- | -------------------- | -------------------- | ------ | ------ |
| 1938/39 | Benátky    | Serie B   | 31     | 13   | IP            | 2             | 0             | -                    | 0                    | 0                    | 33     | 13     |
| 1939/40 | Benátky    | Serie A   | 21     | 5    | IP            | 1             | 0             | -                    | 0                    | 0                    | 22     | 5      |
| 1940/41 | Benátky    | Serie A   | 20     | 7    | IP            | 4             | 4             | -                    | 0                    | 0                    | 24     | 11     |
| 1941/42 | Benátky    | Serie A   | 29     | 12   | IP            | 2             | 1             | -                    | 0                    | 0                    | 31     | 13     |
| 1942/43 | Benátky    | Serie A   | 27     | 9    | IP            | 2             | 0             | -                    | 0                    | 0                    | 29     | 9      |
| 1945/46 | Benátky    | 1. divize | 21     | 7    | -             | 0             | 0             | -                    | 0                    | 0                    | 21     | 7      |
| 1946/47 | Benátky    | Serie A   | 38     | 12   | -             | 0             | 0             | -                    | 0                    | 0                    | 38     | 12     |
| 1947/48 | Modena     | Serie A   | 37     | 18   | -             | 0             | 0             | -                    | 0                    | 0                    | 37     | 18     |
| 1948/49 | Modena     | Serie A   | 31     | 10   | -             | 0             | 0             | -                    | 0                    | 0                    | 31     | 10     |
| 1949/50 | Pro Patria | Serie A   | 9      | 2    | -             | 0             | 0             | -                    | 0                    | 0                    | 9      | 2      |
| 1950/51 | Verona     | Serie B   | 16     | 3    | -             | 0             | 0             | -                    | 0                    | 0                    | 16     | 3      |
| Celkem  | Celkem     | Celkem    | 280    | 98   | -             | 11            | 5             | -                    | 0                    | 0                    | 291    | 103    |

## Hráčské úspěchy

### Klubové
- 1x vítěz italského poháru (1940/41)

### Reprezentační
- 1x na OH (1948)